# Јанош Бихари
Јанош Бихари (мађ. Bihari János; 21. октобар 1764 — 26. април 1827) је био утицајни мађарски ромски виолиниста. Један је од оснивача ромске академске музике и музичког жанра вербунк.

## Биографија
Рођен је 21. октобра 1764. у ромској породици у Нађабоњу, данас Вељке Блахову. Отац му је био виолиниста. Године 1801, живећи у Пешти, Јанош је основао оркестар од једног цимбалосте и четири виолинисте који је убрзо постао популаран и тако су посетили многе градове у Мађарској и иностранству. У свакој земљи је учио локалну народну и академску музику и аранжирао је да свира током својих наступа. Био је толико популаран да је могао да живи као племић, носио је скупу одећу и имао је слугу који је држао његову виолину, боравио је у луксузним хотелима. Био је позван да игра за цара Аустрије. Његове мелодије су користили композитори као што су Лудвиг ван Бетовен, Пабло де Сарасате, Франц Лист који је његову виолину описао као магичну и други. Године 1824. је повредио леву шаку, чиме је нарушио способност да наступа. Касније је његова популарност опала и преминуо је у сиромаштву 26. априла 1827. у Пешти. Оставио је за собом 84 музичких композиција које се сматрају класичним. У његову част је основана мађарска фолклорна група Бихари Јанош.